# Monoberuf
Als Monoberuf (altgriechisch μόνος mónos „allein, einzig“) wird ein Ausbildungsberuf ohne Spezialisierungen in Fachrichtungen oder Schwerpunkte bezeichnet. Die Spezialisierung erfolgt erst nach der Ausbildung. Es handelt sich hierbei um anerkannte Ausbildungsberufe gemäß dem deutschen Berufsbildungsgesetz (BBiG) sowie der Handwerksordnung (HwO). Die Ausbildung erfolgt in der Regel im dualen System im Ausbildungsbetrieb und in der Berufsschule und dauert üblicherweise 2 bis 3 Jahre. Sie endet mit einer Abschlussprüfung vor der zuständigen Industrie- und Handelskammer oder einer Gesellenprüfung vor der zuständigen Handwerkskammer.  

## Beispiele
- Augenoptiker
- Bankkaufmann
- Fachkraft für Kurier-, Express- und Postdienstleistungen
- Fachkraft für Lagerlogistik
- Feinoptiker
- Industriekaufmann
- Industriemechaniker
- Kaufmann für Dialogmarketing
- Kaufmann im Einzelhandel
- Kaufmann für Marketingkommunikation
- Konstruktionsmechaniker
- Mechatroniker
- Modeschneider
- Personaldienstleistungskaufmann
- Berufsjäger
- Steuerfachangestellter
- Schuhfertiger
- Systemelektroniker
- Weinküfer
- Zahntechniker